# Birmingham West (circonscription du Parlement européen)
Avant l’adoption uniforme de la représentation proportionnelle en 1999, le Royaume-Uni utilisait le système uninominal à un tour pour les élections européennes en Angleterre, en Écosse et au pays de Galles. Les Circonscriptions électorales du Parlement européen utilisées dans ce système étaient plus petites que les circonscriptions régionales les plus récentes et ne comptaient chacune qu'un seul membre au Parlement européen.
La circonscription de Birmingham West en faisait partie.
Il s'agissait des circonscriptions électorales du Parlement de Westminster, à savoir Aldridge-Brownhills, Birmingham Ladywood, Birmingham Perry Barr, Sutton Coldfield, Walsall North, Walsall South, West Bromwich East et West Bromwich West.

## Membre du Parlement européen
| Élection                    | Élection | Membre         | Parti  | Portrait |
| --------------------------- | -------- | -------------- | ------ | -------- |
|                             | 1984     | John Tomlinson | Labour |          |
| 1999 circonscription abolie |          |                |        |          |

## Résultats des élections
Les candidats élus sont indiqués en gras.
| Inscrits           | Inscrits           | Inscrits           | 509 528   |             |  |  |
| Suffrages exprimés | Suffrages exprimés | Suffrages exprimés | 137 070   |             |  |  |
|                    |                    |                    |           |             |  |  |
|                    | Candidat           | Parti              | Suffrages | Pourcentage |  |  |
|                    | John Tomlinson     | Labour             | 61 946    | 45,19 %     |  |  |
|                    | CF Robinson        | Conservateur       | 55 702    | 40,64 %     |  |  |
|                    | JC Binns           | Social Democratic  | 19 422    | 14,17 %     |  |  |

| Inscrits           | Inscrits           | Inscrits                     | 515 877   |             |  |  |
| Suffrages exprimés | Suffrages exprimés | Suffrages exprimés           | 171 287   |             |  |  |
|                    |                    |                              |           |             |  |  |
|                    | Candidat           | Parti                        | Suffrages | Pourcentage |  |  |
|                    | John Tomlinson     | Labour                       | 86 545    | 50,53 %     |  |  |
|                    | CF Robinson        | Conservateur                 | 55 685    | 32,51 %     |  |  |
|                    | JD Bentley         | Green                        | 21 384    | 12,48 %     |  |  |
|                    | Stewart Reynolds   | Social and Liberal Democrats | 7 673     | 4,48 %      |  |  |

| Inscrits           | Inscrits           | Inscrits           | 509 948   |             |  |  |
| Suffrages exprimés | Suffrages exprimés | Suffrages exprimés | 145 287   |             |  |  |
|                    |                    |                    |           |             |  |  |
|                    | Candidat           | Parti              | Suffrages | Pourcentage |  |  |
|                    | John Tomlinson     | Labour             | 77 957    | 53,66 %     |  |  |
|                    | D.M. Harman        | Conservateur       | 38 607    | 26,57 %     |  |  |
|                    | NDM McGeorge       | Liberal Democrats  | 14 603    | 10,05 %     |  |  |
|                    | BA Juby            | UKIP               | 5 237     | 3,6 %       |  |  |
|                    | MG Abbott          | Green              | 4 367     | 3,01 %      |  |  |
|                    | Andrew Carmichael  | National Front     | 3 727     | 2,57 %      |  |  |
|                    | HS Meads           | Natural Law        | 789       | 0,54 %      |  |  |